# Ocean’s Eleven – Tripla vagy semmi
Az Ocean’s Eleven – Tripla vagy semmi (eredeti cím: Ocean's Eleven) 2001-ben bemutatott amerikai tolvajfilm Steven Soderbergh rendezésében. A dicső tizenegy című, Frank Sinatra főszereplésével készült 1960-as Rat Pack film modern feldolgozása.
A főbb szerepekben George Clooney, Brad Pitt, Matt Damon, Elliott Gould, Casey Affleck, Scott Caan, Don Cheadle, Bernie Mac, Andy García és Julia Roberts látható.
A film bevételi és kritikai szempontból is sikeres volt. 2004-ben jelent meg a folytatása, Ocean’s Twelve – Eggyel nő a tét címmel. A harmadik rész, az Ocean’s Thirteen – A játszma folytatódik bemutatójára 2007-ben került sor.

## Cselekmény
Danny Ocean feltételesen szabadlábra kerül, miután több évet ült a börtönben lopásért. Azonnal előkészíti a következő puccsát: Las Vegasban ki akarja rabolni a Bellagio kaszinóhotel alatti széfet, ahol a tulajdonos Terry Benedict ennek, és két másik kaszinójának, a Mirage-nak és az MGM Grandnak a pénzét tartja. Több mint 160 millió dollár van a föld alatti páncélteremben, amelyet minden elképzelhető óvintézkedéssel védenek. A bunker körüli, mintegy 60 méter mélyen fekvő talajban lévő érzékelők miatt például nem gondolhatnak alagút ásására (az ásással járó rezgéseket az érzékelők azonnal jeleznék). A pénzt csak a kaszinón keresztül lehet kivinni. Ehhez Danny Ocean egy zseniális tervet eszelt ki a börtöncellájában.
Először is kiválasztja a megfelelő embereket, akik majd vele együtt hajtják végre a rablást: barátja, Rusty Ryan, Frank Catton krupié, Basher Tarr brit pirotechnikus, Livingston Dell elektronikai szakértő, Turk és Virgil Malloy autórajongók, Linus Caldwell zsebtolvaj és Yen, a kínai akrobata. Rusty ráadásul a floridai Saint Petersburgból elhozza az öreg Saul Bloomot. Danny és Rusty reméli, hogy Reuben Tishkoff pénzügyi vállalkozótól megkapják az előkészületekhez szükséges anyagi eszközöket. Las Vegasba repülnek hozzá. Reuben először nem akar tudni róla semmit, de amikor elárulják neki, hogy Terry Benedict kaszinóiról van szó, csatlakozik a csapathoz. Benedict épp most szerezte meg tőle könyörtelenül a Las Vegas-i szállodáját, hogy felrobbantsa, és egy nagyobbat építsen a helyére.
Ocean feltűnés nélkül kémkedik a szóban forgó kaszinókban, és különösen a biztonsági intézkedéseket ellenőrzi. Livingston Dellnek sikerül bekötnie egy képernyőt a Bellagio kamerás megfigyelőrendszerébe. A tervrajzok és leírások segítségével megépítik a páncélterem másolatát, ahol Yen gyakorolja, hogyan mozogjon anélkül, hogy megérintené az érzékelőkkel biztosított padlót.
Rusty csak akkor kezd gyanakodni, hogy barátját kevésbé a milliók, mint inkább Tess érdeklik (akit még mindig szeret és vissza akar nyerni), amikor Rusty felfedezi Danny volt feleségét, Tess-t a Bellagióban, és megtudja, hogy a válásuk után új életet kezdett, most a Bellagio művészeti galéria kurátora Terry Benedict mellett. Amikor kérdőre vonja, Ocean ezt be is ismeri.
A megbeszélt estén Rusty Ryan telefonon értesíti a kaszinótulajdonost, hogy a páncéltermét ki akarják rabolni. Terry Benedict, aki azt gondolja, hogy a biztonsági rendszerei tökéletesen biztonságosak, először nem is hiszi el, de a megfigyelőközpont képernyőin látható a rablás. Rusty azt javasolja, hogy hagyja, hogy a banda 80 millióval - a páncélszekrényből származó pénz felével - akadálytalanul sétáljon át a kaszinón, cserébe pedig otthagyják neki a másik 80 milliót. Azt mondja, hogy ha nem egyezik bele, vagy a férfiak nem hagyják el a kaszinót, akkor az összes pénzt tűzbombákkal pusztítják el. Benedict engedelmeskedik, de közben riasztja a rendőrséget, és az emberei megrohamozzák a furgont a repülőtéren, amelybe a felvételek szerint a pénzeszsákokat pakolták. A jármű azonban távirányítású volt, és a pénzeszsákok csak értéktelen bankjegyeket tartalmaznak.
A rablásról készült videofelvétel, amelyet Benedictnek lejátszottak, a páncélterem másolatának felvétele volt. Csakhogy most a banda - rendőrségi kommandósoknak álcázva magukat - kiüríti az igazi páncéltermet, és Benedict felügyelete alatt meglép a feltételezett felszerelésük táskáival, amikbe előtte a pénzt bepakolták.
Korábban Danny kikezdett Tess-szel, amivel vitát provokált Terry Benedicttel. A szeretője volt férjét Benedict emberei összeverik. Most is szembeszáll vele, mert gyanítja, hogy ő rendezte a támadást. A beszélgetést azonban kamerák figyelik, és egy monitoron Tess is végignézi a jelenetet: Danny célozgat arra, hogy Benedict visszakaphatja az ellopott pénzt, de cserébe azt kéri, hogy Benedict mondjon le Tessről. Amikor a férfi ebbe spontán beleegyezik, Tess megérti, hogy valójában milyen keveset jelent Benedictnek, és elhagyja őt.
Dannynek még hat hónapra börtönbe kell vonulnia, mert megszegte a feltételes szabadlábra helyezés feltételeit azzal, hogy Nevadába utazott, de senki sem tudja bizonyítani, hogy ő követte el a rablást. A zsákmányból a saját részét birtokolja, és visszaszerezte Tess-t is.
Rusty és Tess felveszik Dannyt, miután kiszabadul a börtönből. A film azzal ér véget, hogy hárman elhajtanak egy autóval, és Benedict két embere nem sokkal később követi őket.

## Szereplők
| Szerep                            | Színész        | Magyar hang          |
| --------------------------------- | -------------- | -------------------- |
| Danny Ocean                       | George Clooney | Szabó Sipos Barnabás |
| Rusty Ryan, Danny barátja         | Brad Pitt      | Selmeczi Roland      |
| Linus Caldwell                    | Matt Damon     | Stohl András         |
| Terry Benedict, kaszinótulajdonos | Andy García    | Dörner György        |
| Tess Ocean, Danny volt felesége   | Julia Roberts  | Tóth Enikő           |
| Frank Catton                      | Bernie Mac     | Gesztesi Károly      |
| Reuben Tishkoff                   | Elliott Gould  | Helyey László        |
| Livingston Dell                   | Eddie Jemison  | Görög László         |
| Basher Tarr ("Robbantós")         | Don Cheadle    | Takátsy Péter        |
| Turk Malloy                       | Scott Caan     | Király Attila        |
| Virgil Malloy                     | Casey Affleck  | Simonyi Balázs       |
| Yen, kínai akrobata               | Shaobo Qin     |                      |
| Saul Bloom                        | Carl Reiner    | Velenczey István     |
| Walsh kaszinóigazgató             | Michael Delano | Orosz István         |
| Bucky Buchanan                    | Richard Reed   | Katona Zoltán        |

## Fordítás
- Ez a szócikk részben vagy egészben  az   Ocean’s Eleven című német Wikipédia-szócikk fordításán alapul.  Az eredeti cikk szerkesztőit annak laptörténete sorolja fel. Ez a jelzés csupán a megfogalmazás eredetét és a szerzői jogokat jelzi, nem szolgál a cikkben szereplő információk forrásmegjelöléseként.